# CarX Drift Racing 3
CarX Drift Racing 3 — free-to-play гоночная игра в жанре дрифт для мобильных платформ, разработанная компанией CarX Technologies. Игра является продолжением серии CarX Drift Racing, известной среди поклонников дрифта и аркадных гоночных симуляторов. Мировой релиз CarX Drift Racing 3 на iOS и Android состоялся 5 декабря 2024 года. На февраль 2025 года средняя оценка игры составляет 4,8 из 5 в App Store и 4,3 в Google Play.

### Разработка и релиз
Разработчики из CarX Technologies впервые представили игру широкой аудитории в январе 2022 года во время прямого эфира онлайн-чемпионата по дрифту «Московский киберспорт», где была продемонстрирована демо-версия проекта. В демо-версии были представлены новые игровые механики, включая сборку автомобиля с нуля и замену двигателей. Также разработчики анонсировали появление лицензированных трасс, среди которых Ebisu Circuit — одна из самых известных дрифт-трасс Японии.
27 сентября 2023 года CarX Technologies объявила о наборе участников для закрытого бета-тестирования CarX Drift Racing 3 на iOS. В июле 2024 года разработчики запустили открытое бета-тестирование iOS-версии проекта, доступное жителям России, Украины, Белоруссии и Казахстана.
После серии тестирований разработчики объявили о мировом релизе CarX Drift Racing 3 на iOS и Android, который состоялся 5 декабря 2024 года. В настоящее время компания CarX Technologies ведёт разработку ПК и консольной версии игры.

### Игровой контент

#### Система повреждений
Впервые в серии CarX Drift Racing 3 представлена система повреждений автомобилей. Система повреждений включает:
- Деформацию кузовных панелей — при столкновениях они изгибаются, ломаются и отрываются.
- Разрушаемость отдельных элементов.
- Прогрессивное ухудшение состояния автомобиля — повторные удары изменяют характеристики автомобиля [11].

Система повреждений не только визуальна, но и влияет на управляемость автомобиля. Повреждения могут ухудшить динамику, усложняя прохождение гонок в одиночном и многопользовательском режимах. Особенно это заметно в парных заездах, где небольшая ошибка может привести к значительным повреждениям, влияющим на итоговый результат.

#### Система кастомизации
CarX Drift Racing 3 значительно расширяет систему тюнинга и кастомизации автомобилей, добавляя возможность изменять отдельные элементы кузова и интерьера. В игру внедрена расширенная система покраски, позволяющая настраивать цвета с помощью ползунков и перекрашивать отдельные детали и шасси. Впервые в серии для создания 3D-моделей двигателей использовалась технология лазерного сканирования, обеспечивая их высокую детализацию.

#### Карты и трассы
В CarX Drift Racing 3 игрокам доступны 3D-модели реальных гоночных трасс, а также вымышленные локации, созданные разработчиками.
- Гоночный комплекс Эбису / Ebisu Circuit, Япония – легендарное место для дрифта, наиболее известное своим треком Minami, который в игре называется "Drift Stadium". Как и в реальности, комплекс предлагает несколько конфигураций трасс, включая малоизвестные маршруты, доступные для заездов.
- Нюрбургринг, Германия – один из самых известных автодромов в мире, принимающий "Nürburgring Drift Cup".
- Dominion Raceway, США – многофункциональный автоспортивный центр, где проходят соревнования по различным дисциплинам, включая дрифт.
- ADM Raceway, Россия – расположенный недалеко от Москвы ADM Raceway регулярно принимает этапы RDS GP, одной из крупнейших дрифт-серий в России[8].

### Игровые режимы
В отличие от предыдущих игр серии, таких как CarX Drift Racing 2 и CarX Drift Racing Online, в CarX Drift Racing 3 появился режим истории. Игра предлагает одиночную кампанию, в рамках которой пользователи выполняют задания, связанные с различными аспектами культуры дрифта.

#### Одиночная кампания
Кампания разделена на пять глав, каждая из которых охватывает отдельное десятилетие, начиная с 1980-х годов и заканчивая современностью.
Первая глава, вдохновлённая зарождением дрифта в Японии, переносит игроков в 1980-е годы, предлагая участие в заездах на узких горных дорогах в формате тайм-аттак и тогу-гонок, где дрифт не является обязательным элементом.
В 1990-х годах дрифт становится частью гоночной культуры, и игроки осваивают основные приёмы скольжения на поворотах, участвуя как в заездах по горным трассам, так и в официальных соревнованиях.
Сюжетная линия 2000-х годов отражает трансформацию дрифта в полноценную спортивную дисциплину с международными чемпионатами. В этот период соревнования начинают акцентировать внимание на стиле: оцениваются углы заноса, смена направлений и зрелищность исполнения.
По мере прохождения кампании в игре открываются новые режимы и усложняются испытания. Среди доступных заданий – гонки с контрольными точками, где необходимо проходить дрифт-зоны, испытания на точность управления с расстановкой конусов, а также парные заезды в тандеме. Последний режим требует особой точности, так как игроку необходимо держаться на оптимальном расстоянии от соперника, избегая как чрезмерного сближения, так и отставания.
Продвижение по кампании сопровождается накоплением фанатов, что открывает новые игровые режимы, трассы и спонсоров. Например, после получения 200 фанатов становится доступен автосалон, а режим парного дрифта разблокируется при достижении 250 фанатов.

#### Чемпионат Топ-32
Чемпионат Топ-32 – соревновательный режим, впервые представленный в CarX Drift Racing Online и перенесённый в CarX Drift Racing 3. Этот режим имитирует формат реальных дрифт-турниров, где игроки участвуют в заездах по системе на выбывание. В CarX Drift Racing 3 соревнования проходят против управляемых ИИ «призраков» реальных соперников. Такой подход позволяет сократить время ожидания матчей и исключает случаи недобросовестного поведения игроков.

#### Фрирайд
Фрирайд – режим свободной езды без правил, где игрок может развивать навыки дрифта. В данном режиме также предусмотрена система заработка внутриигровой валюты – для этого необходимо выполнять дрифт по заданным точкам траектории. Дополнительным преимуществом является бесплатный ремонт автомобиля, что позволяет беспрепятственно оттачивать мастерство без затрат на восстановление повреждений.

#### Парные заезды
Парные заезды – игровой режим, в котором два участника соревнуются друг с другом в дрифте. Победителем становится игрок, набравший наибольшее количество очков дрифта.

### Развитие игры
С момента релиза CarX Drift Racing 3 разработчики продолжают активно обновлять и развивать игру. Команда CarX Technologies активно работает над онлайн-режимом, хотя признаёт сложности, связанные с разнообразием устройств и качеством интернет-соединения.
Подтверждено добавление онлайн-авторынка, который станет важным элементом внутриигровой экономики. В перспективе разработчики также планируют добавить настройку внешности пилота.